# Université de Port-Saïd
 (juin 2018).
Si vous disposez d'ouvrages ou d'articles de référence ou si vous connaissez des sites web de qualité traitant du thème abordé ici, merci de compléter l'article en donnant les références utiles à sa vérifiabilité et en les liant à la section « Notes et références ».
L'université de Port-Saïd (en arabe : جامعة بورسعيد ; en anglais : Port Said University) est une université publique située à Port-Saïd, en Égypte.
L'université comprend douze collèges, à la fois littéraires et scientifiques.
Elle est classée par le U.S. News & World Report au 102e rang du classement régional 2016 des universités arabes.

## Présentation
En 1975, la faculté d'ingénierie est créée dans la ville de Port-Saïd. Elle était cependant alors rattachée à l'université de Helwan. 

## Facultés et instituts de l'université de Port-Saïd
1. Ecole supérieure d'architecture
2. Faculté de commerce
3. Faculté de sport
4. Faculté d'éducation
5. Faculté d'éducation spécifique
6. Collège des sciences infirmières
7. Faculté des sciences
8. Faculté des lettres
9. Collège des technologies de gestion et des systèmes d'information
10. Faculté de médecine
11. Faculté de pharmacie
12. Faculté de droit